# The Hot Chick
The Hot Chick er en amerikansk komediefilm fra 2002 instrueret af Tom Brady, produceret af Adam Sandler og skrevet af Rob Schneider der også selv spiller hovedrollen sammen med Rachel McAdams.

## Medvirkende
- Rob Schneider – Clive Maxtone/Jessica Spencer
- Rachel McAdams – Jessica Spencer/Clive Maxtone
- Anna Faris – April
- Matthew Lawrence – Billy
- Eric Christian Olsen – Jake
- Michael O'Keefe – Richard Spencer, Jessicas far
- Melora Hardin – Carol Spencer, Jessicas mor
- Robert Davi – Stan
- Alexandra Holden – Lulu
- Maria-Elena Laas – Bianca
- Maritza Murray – Keecia "Ling-Ling" Jackson
- Tia Mowry – Venet×ia
- Tamera Mowry – Sissie
- Jodi Long – Keecias mor
- Lee Garlington – Ms. Marjorie Bernard
- Angie Stone – Madame Mambuza
- Matt Weinberg – Booger Spencer, Jessicass lillebror
- Sam Doumit – Eden
- Megan Kuhlmann – Hildenburg
- Ashlee Simpson – Monique
- Michelle Branch – som Club DJ
- Adam Sandler – Mambuza Bongo Player
- Luke Rudge – Eyedol
- Luke Rudge – Fulgore